# Cana (unidad de longitud)
La cana o caña (puede que también canya en catalán, aunque mejor cana) es una unidad de longitud ya en desuso, utilizada antiguamente en España en los territorios de la antigua Corona de Aragón, especialmente en Cataluña, si bien también se usó en el sur de Francia.

## Longitud
La cana equivalía entonces a 1.555 metros en Barcelona, si bien variaba algo en el resto del territorio. Estos 1.555 metros son el equivalente a 8 palmos, 6 pies o dos pasos. En la localidad de Tortosa equivalía a 1.587 metros; en Tolosa a 1.60 metros y en Carcasona a 1.785 metros.

## Superficie
La cana cuadrada era usada como medida de superficie, la cual equivalía en Barcelona a 2,438 m2; en Gerona a 2,4304 m2; en Lérida a 2,4211 m2; en Tarragona a 2,4336 m2 y en Mallorca a 2,4461 m2.

## Contexto
Antes de la implantación del Sistema Internacional de Unidades era la medida fundamental en medidas de longitud y se materializaba en forma de un bastón de madera, una caña o una cinta textil, en la que se marcaban además las divisiones que tenía en media caña, en palmos y en cuartos de palmo.

## Vocabulario
En la Corona de Aragón, especialmente en Cataluña, se creó un vocabulario relacionado con la cana; así, medir con canas se decía acanar o canar y el que efectuaba estas medidas era llamado acanador o canador.

## Medidas relacionadas
- El diestro, o cana de diestro, equivale a 12 palmos de diestro, es decir, 2,82 metros.
- La cana de rey era, en Tarragona, una medida agraria que era el equivalente a 6,084 centiáreas.

- Datos: Q2936398